# تام الوم
تام الوم (به انگلیسی: Tom Allom)، یک مهندس موسیقی و تهیه‌کنندهٔ موسیقی انگلیسی است که بیشتر در دههٔ ۱۹۷۰ و ۱۹۸۰ فعال بود. او بیشتر به خاطر کارش بر روی آلبوم‌های اصلی جوداس پریست، بلک سبث، دف لپارد، کیکس و راف کات شناخته شده است.

## مهندسی موسیقی

### بلک سبث
- ۱۹۷۰ - بلک سبث
- ۱۹۷۰ - پارانویا
- ۱۹۷۱ - ارباب هستی
- ۱۹۷۲ - بلک سبث بخش ۴
- ۱۹۷۳ - یک‌شنبه، یک‌شنبه خونین

## تهیه‌کنندگی

### استرابز
- ۱۹۷۳ -
- ۱۹۷۴ - ارواح
- ۱۹۷۴ - قهرمان و هروئین
- ۱۹۷۵ -

### پت تراورس
- ۱۹۷۸ -

### توریست‌ها
- ۱۹۷۹ - اثر حقیقت
- ۱۹۸۰ -

### جوداس پریست
- ۱۹۷۹ - رهاشده در شرق
- ۱۹۸۰ - شمشیر بریتانیایی
- ۱۹۸۱ - نقطه آغاز
- ۱۹۸۲ - خروش برای انتقام
- ۱۹۸۴ - مدافعان پیمان
- ۱۹۸۶ - توربو
- ۱۹۸۷ - پریست...اجرای زنده!
- ۱۹۸۸ - رامش کن
- ۲۰۰۹ - لمسی شیطانی

### نانتاکت
- ۱۹۸۰ - راه طولانی تا بالا

### دف لپارد
- ۱۹۸۰ - در سرتاسر شب

### داک هالیدی
- ۱۹۸۰ - داک هالیدی
- ۱۹۸۱ -

### کیکس
- ۱۹۸۱ - کیکس

### ویت‌فورد/استریت هولمز
- ۱۹۸۱ - ویت‌فورد/استریت هولمز

### کروکوس
- ۱۹۸۳ - بازیگر خشن

### وای&تی
- ۱۹۸۴ - ما به راک اعتماد داریم

### راف کات
- ۱۹۸۵ - راف کات

### لاور بوی
- ۱۹۸۵ -

### اورجنت
- ۱۹۸۷ -

### جت بوی
- ۱۹۸۸ -

### کارها
- ۱۹۸۹ -

### اشز اند دایاموندز
- ۱۹۹۳ - قلب یک فرشته